# 惑星ゾラ
惑星ゾラ(Planet Zola)は、テレビアニメ及びアニメーション映画『戦闘メカ ザブングル』の舞台である架空の地球。物語初期のナレーションでは「惑星ゾラと言われている地球。しかし、人々はゾラという名前を忘れて久しい」とある。
イメージ的にはアメリカ西部、そしてそれに雪が加わった北西部に近い、西部劇を思わせる無法と自由の荒野である。

## 概要
遙か昔（約五、六千年程前）、飛来した天体が地球に接近したことにより「大異変」と呼ばれる変動が発生、地軸は転移し海抜は3000ｍも降下した。天体は月の軌道にも影響を及ぼし、以前よりも月と地球との距離が大きく縮まった。ごく少数の人類は地球を脱出して月や他の惑星、スペースコロニー（円筒型の人工衛星）へと移住し、長い年月がすぎた。
そして千二、三百年程前、人類は再び地球へと帰還する。しかし気候風土は激変し、大気には有害な細菌があふれていた。またそれよりも、長い宇宙生活自体が人類の肉体能力を著しく低下させていた。このため人々は密閉式のドームを建造して住居としたが、ドームでの生活は宇宙同様の閉塞感に満ちており、出生率は下降し、人類の存続が危ぶまれた。
そこでまず、人体を新環境に適応させるべく生体改造が試みられたが失敗に終わる。次に、遺伝子操作により新人類を人工的に創り出す「人類再生計画」が始動。その第1号がトラン・トランであったが、強靭な肉体は持つものの知能面に問題があり失敗と見なされた。続いて創られたハナワンは、知能の問題は解消されたが肉体面が脆弱で、日中の屋外活動すら困難であった。これらの失敗を経て、最終的に形となったのがシビリアンと呼ばれる第三世代型人類であり、トラン・トランの力とハナワンの知性を兼ね備え、更に闘争心と行動力、判断力を増した完成された人類として誕生した。
時は流れ、シビリアンを守護・育成していくうちに、人類はいつからともなく自らをイノセントと称する様になる。イノセントはシビリアンにブルーストーン経済やランドシップ、ウォーカーマシンを与えて指導・支配しつつ、彼らに負荷を与えて、より強い者が生き残るシステムを構築した。しかし、シビリアンが強くなればいずれ彼らがイノセントに成り代わっていくのは自明である。よって、イノセント内部においては「シビリアンに地球の未来を譲る」という当初の目的よりも、イノセントによる支配を維持すべしとの声が大勢を占めていった。またシビリアンの中からも、イノセントの支配に疑念を持つ者が現れはじめた。
そしてゾラ歴895年、イノセントに反抗する武装組織ソルトが蜂起する。彼らはランドシップ艦隊を率いてドームの数々を破壊、イノセント軍を打倒して勝利を収めた｡
やがて、人はいつしかそれを「ブルーゲイルの乱」と呼ぶ様になった。ゾラの大地に突如発生し、周囲を吹き飛ばして去って行く「ブルーゲイル(憂鬱な疾風)」に喩えたのかは、定かではない。

## 環境
大変動によって海が干上がり、乾燥した過酷な環境となった。現実のアメリカのアリゾナ砂漠やオーストラリア大陸のような荒野が世界の大部分を占めている。海は以前の青さを失い、茶褐色に変色し、マッド・シー（泥の海）と呼ばれるようになった。
寒冷地はカナダやロシアのようなタイガがあり、豪雪地帯となっている。
ゾラは乾燥した環境ゆえに森林や湖などが極めて少なく、限られた安定した場所であり、定住する者も少なくない。環境変化のため、各地ではブルーストーンと呼ばれる高価に取引される青く輝く石が出土され、それを掘り出してイノセントに献上するのがシビリアンの生業となっている。
ゾラ各地には大変動前の地球の古い遺跡などもみられる。

## 地域
霧の河
第6話に登場。霧が険しい谷間に立ちこめて谷全体を覆う視界が極めて不良な場所である。ランドシップで航行するのは極めて危険が伴う。
楽園
第7話登場の頑固な老ロックマン、ホッターがつくり出した水と緑の楽園。鳥達も住み、極めて良好な環境だが、蛮族であるトラン・トラン族も住み着き、そのためにホッターは一家を殺されながらも、楽園を守ってきた。
イエローヒルタウン
第8話の舞台。西部の街さながらの姿をしている。ここに限らず、ゾラはそういう街が多いようである。ここでバザーを開こうとしたカーゴ一家は、先約で居座っていたギャブレット・ギャブレイに妨害される。
ゴーストタウン
第11話でジロン・アモスがティンプ・シャローンを追って迷い込んだ場所。人は住んでおらず。石油タンクがわずかに油を残すだけの寂しい場所となっている。
Pポイント
第12話のイノセントの上納ポイント。一級司政官ビエルが担当している。第13話では謎の「光の昇天」を行った。ここでティンプを見つけたジロンは両親の仇であるティンプを狙い、第14話でティンプを追い詰めたジロンはドームを崩壊させてしまい、これによってアイアン・ギアーは運び屋やブレーカーから狙われる羽目となってしまうが、ビエルは目的のために聖域にまで侵入してきたジロンの姿にシビリアンの中での変化を見る。
マッド・シー
第15話～17話までの舞台となった茶褐色の海が続く場所。泥と名は付いているが、実際は色以外は混じり気の無い水であり、人には有害ではない。ここに逃げ込んだアイアン・ギアーは、キッド・ホーラの手引きで、ここに暮らすハナワン族と交戦することになる。
エル・ドラド
第18話と19話の舞台となった場所。船出したエルチ・カーゴがここでエル・コンドルに拾われる。中南米に似た遺跡があり、石油と緑がある場所だが、ここに住むコンドル家がイノセントの横暴に立ち向かったため、イノセントの支援が受けられなくなり、人々はよそ者とイノセントの援助を断ち切ったコンドル家を嫌っていた。
Lポイント
第25話と26話に登場。弟と妻に多くの財産を失ったカラス・カラスが、ここに配属していたビエルに頼み込み、新型ランドシップを前借りで手に入れる。それはアイアン・ギアー二番艦のグレタ・ガリーであった。初代アイアン・ギアーとサブ・ザブングルを代償にしながらもカラスを倒し、グレタ・ガリーを二代目アイアン・ギアーとして手に入れたジロン達はここを目指して、ドワスの独断で命令されたイノセントのホバーヘリ隊と交戦する羽目になって最終的に襲撃。ウォーカー・ギャリアを強奪して破壊してしまった。
なお、ドワスの手引きで、ホーラもダブルスケールを失った後、ガバリエを手に入れる。
メッカバレー
第27話の舞台。ネーミングにメッカとあるが、現実の聖地と関係するのかは不明。ここでジロンは反イノセント組織のソルトの女戦士トロン・ミランと出会うが、ギャリア専用バズーカを託されて死に別れる。また、ホーラの策略でゲラバ・ゲラバにより、エルチを奪われた。
Kポイント
第28話でビエルがエルチを連れてきたポイント。エルチをビエルに取り上げられたホーラは、腹いせに二級司政官スタンをジロン達に襲わせた。ジロン達はホーラと一時的に手を結び、エルチ奪回に乗り出してポイントを崩壊させるが、エルチを取り戻すことはできなかった。
Jポイント
第29話と31話に登場。ビエルの政敵である一級司政官ビラム・キィが管理している。ここへ待避したビエルはエルチをDr.マネの研究材料に取り上げられ、さらに降格処分を受けてしまう。Pポイントで死んだと思われたティンプはここを警護していた。
第31話でカタカム・ズシム率いるソルト隊の攻撃によって破壊されてしまうが、そこでジロンはテレビ越しにアーサー・ランクと初対面する。
ソルトレークシティ
第33話で登場。現実のソルトレイクと関連があるのかは不明。名前通り、反イノセント組織ソルトの街であり、ここでアイアン・ギアーはイヤイヤながらカタカムの手引きで修理を受ける。メディック・ヘルトとマリア・マリアもここへ流れてきていた。
なお、船出中でその際中にビエルを拾ったブルメもここへ立ち寄り、ビリン・ナダをナンパしたが、無視された。
Hポイント
第34話～37話に登場。洗脳されたエルチが、ここで軍隊の訓練を行い、イノセントがソルトに対するためにキャローン・キャルをはじめとした多くのブレーカーを集めていた。
第36話でビエルの協力を得て、ジロンとブルメ、ファットマン・ビッグの3人がエルチを連れ戻そうと潜入したが失敗し、援護に来たビエルも命を落とす。その後でソルト部隊が突撃をかけるが、高度に訓練されたイノセントの軍隊の指揮の前に返り討ちにあい、撤退してしまう。
劇中でシビリアンに破壊されなかった数少ないポイントである。
ラナ峡谷
第37話でのソルトの救護キャンプ。ここをキャローンは襲撃し、アイアン・ギアーをおびき出して叩こうとした。
モドの地獄
第42話の戦場となった巨大なカルストの地形を支えている鍾乳洞。石灰質の柱はもろく、ここにイノセントのブレーカーとなったグレタ・カラスが亡き夫の仇討ちのためにジロンのギャリアをドランで誘い出して翻弄したが、ギャリアの攻撃によりガウツ・ガムのランドシップを巻き添えにして崩壊した。
ヨップ
第44話に登場したイノセントの主要ポイントの一つで、雪深い高山地帯にある。ここにカシム・キングの策略により、軟禁状態にされているアーサー・ランクがいる。第43話でマツミ・クラムから貰った地図を頼りにジロン達はここへ入り込み、困難の末にアーサーを確保して脱出する。
不死の谷
第45話でアーサーの案内で来た場所。大変動で宇宙へ避難していた人々が最初に降り立った場所で、ここで人類復活を夢見た人々によって、「不死の谷」と名付けられた。
古いロケット打ち上げや人工衛星制御の施設があり、太陽光で動くロボット達によって運営されている。
ここでアーサーはイノセント独裁をもくろむカシムを倒し、シビリアンに地球支配権を譲る時が来たと演説し、世界中のイノセントのポイントに伝える作戦は成功したものの、その代償でキャリングとアイアン・ギアーとの戦いで施設は全壊し、カシムによって、衛星も爆破された。
Ｖポイント
第46話で登場。イノセントの武器庫とも呼ばれ、豊富な武器を隠したポイントである。ここで、ガードマンによってアイアン・ギアーは苦戦を強いられるが、アーサーの機転によって切り抜ける。ポイントは崩壊するが、カシムを討ち果たすことまでは出来なかった。
Xポイント
第48～50話の最終決戦地となったポイントで、巨大なドームが三つもあり、旧世紀のミサイルを大量に隠した場所である。カシムはここでミサイルや残ったブレーカー達によって最後の防御線を引いたが、既にシビリアンの大攻勢をはね除けるほどの力は無く、カシムに従わない離脱者も多かった。

## 動物
大変動の為に、ゾラの生物は、昔の生物の名残を持ちながらも、異なった進化を遂げた生物が多く住む。
- キング・アーサー

ギャブレットの愛猫。全身真っ白でペルシャネコに近い。名前がアーサー・ランクにちなんで名付けた物かは不明。
- 砂トカゲ

各地に生息するトカゲ。あまり放牧などを行わないシビリアンにとって、貴重な蛋白源となる。カタカムの話によると養殖場もあるらしい。
- カンガリアン

第15～26話のオープニングナレーションに登場するカンガルーのような動物。群れで行動する。カラス・カラスは妻グレタに手料理としてカンガリアンのソテーをリクエストしていた。
- その他の動物

トピカ（第2話）、ウーマ（第7話）、ブランコヘビ（第8話）、ペッカリー（第11話）、ピュルマ（第13話）、森ヒル（第20話）、雪イノシシ（第30話、劇中未登場）、エラヘビ（第40話）、他。